# Omerta (računalniška igra)
Omerta je tekstovna masivna večigralska računalniška igra (MMORPG), ki je nastala kot ljubiteljski projekt nizozemca Moritza Daana. Različica 1.0 je izšla 26. septembra 2003, trenutno aktivna pa je različica 3.0, ki ima preko 100.000 registriranih uporabnikov. Igro v celoti poganjajo spletni strežniki in jo končni uporabniki upravljajo skozi spletni brskalnik. Registracija je brezplačna, vendar obstaja omejitev števila akcij na minuto, ki jo lahko igralec poveča s plačilom.
Gre za strateško igranje domišljijskih vlog, v katerem igralčev lik - mafijec - izvaja zločine da bi pridobil denar in izkušnje, hkrati pa se mu povečuje ugled, ki vpliva na status igralca v mafijski hierarhiji. Igralci se lahko združujejo v mafijske družine, ki tekmujejo proti drugim družinam. Boj za prevlado - položaj Dona se dogaja tudi znotraj družin.
Zgodba temelji na zgodbah Dona Barafrance in je postavljena v leto 1930. Na voljo je več lokacij v Združenih državah Amerike ali v Italiji, možna mesta so Detroit, Chicago, New York, Las Vegas, Filadelfija, Baltimore, Palermo in Corleone. Igralec lahko pridobi dodatke, kot so telesni stražarji, hitra vozila in neprebojna oblačila. 
O dogajanju v igri se piše tudi časopis.